# 佩塔罗士官学院
佩塔罗学员学院是位于巴基斯坦南部信德省贾姆肖罗区的一所军事寄宿学校；距离由巴基斯坦海军管理的海得拉巴约 20 英里（32公里）。
校园占地 700 多英亩（2.8公里2 ）位于印度河西岸，海得拉巴到达杜、拉卡纳和奎达的公路上。  

## 著名校友
- 阿西夫·阿里·扎尔达里 (Asif Ali Zardari) ，巴基斯坦前总统、巴基斯坦人民党(PPP) 联合主席[3]
- 阿尔巴布·古拉姆·拉希姆 ，信德省前首席部长[4]
- 利亚卡特·阿里·贾托伊 ，前联邦工业部长、前信德省首席部长[5]
- 佐勒菲卡尔·米尔扎 ，前信德省内政部长、信德省议会议员[6]
- 里兹万·艾哈迈德 ，巴基斯坦政府联邦秘书[7]
- 马鲁夫·阿夫扎尔 ，巴基斯坦政府联邦秘书[8]
- 可汗·哈沙·宾世德 ，海军副参谋长 (VCNS) [9]
- 赛义德·阿里富拉·侯赛尼 ，巴基斯坦舰队司令[10]
- 阿拉·迪诺·哈瓦贾 ， PSP 高级官员[11]
- 努拉兹·沙库尔 ，巴基斯坦政府前联邦部长[12]
- 卡里姆·艾哈迈德·卡瓦贾 ，巴基斯坦政府前参议员
- 尤努斯·昌吉 ，俾路支省前森林和环境部长[13]
- 马苏德·谢里夫·汗·卡塔克 ，巴基斯坦情报局（DGIB）前局长[14]
- 扎卡·阿什拉夫、Zarai Taraqiati 银行前行长、巴基斯坦板球委员会前主席[15]
- 沙希德·伊克巴尔，参谋长 (COS)、前 DCNS (T&P)、COMPAK、DCNS (O) 和第150联合特遣队的指挥官

## 历史
该学院于1957年8月在信德省米尔布尔哈斯市成立，是一所住宿学校。1957年8月5日，当时学院的大楼还在筹备中时，第一批教师于加入了学院。 这五位教师分别是阿卜杜拉·哈迪姆·侯赛因先生、费罗兹·优素福·汗先生、阿齐兹·艾哈迈德·法鲁基先生、哈桑·马苏德·祖贝里先生和赛义德·扎胡鲁尔·哈桑先生。在政府为学院的校长职位发布广告后，穆罕默德·哈斯宁先生于1957年8月25日被任命为最初几个月的代理校长。 不久后的1958年3月20日，J.H.H.库伯斯上校（已退役）接任了校长的职位。1957年8月27日，第一批学生共计30名进入学院的第八班学习。
1958年，为了给学院建立永久校园的，开始寻找新的校址。学院在选址位于距离贾姆肖罗（Jamshoro）上游几英里的佩塔罗（Petaro）后，立即投入校园的建设。 1959 年 1 月 16 日，教育部长哈比卜·乌尔·雷曼先生为学院奠基。西巴基斯坦政府批准用于学院建设的初始费用为270万卢比。在经历了一年的建设后，最终于 1959 年 8 月迁至位于佩塔罗的新校舍。搬迁时，印度河正处于汛期，佩塔罗也被淹没在河水中。位于米尔普尔哈斯的佩塔罗学员学院旧址，后来交由米尔普尔哈斯政府学院使用。
学院的第一任校长是JHH Coombes上校（已退休），他在1965 年从该学院退休。第二位校长是菲罗兹·沙阿中校（已退休），他一直担任该职务直至 1972 年。上一任校长是Cdre. M. Abid Saleem(2000–2007)。现任校长是Cdre·Mehboob Ellahi Malik（2014 年至今）

学院是一所住宿制的学校，目前有900多名全日制学生，提供8年级至12年级（中级）教育。最初建造时，它只有四栋宿舍，仅能容纳360 名学生。 20 世纪 60 年代末，随着另外两栋宿舍的建成，容量扩大到 570 人。
2007年是学院成立50周年。将军巴基斯坦总统佩尔韦兹·穆沙拉夫是 2007 年 2 月 28 日金禧庆典活动的主宾。值此之际，穆沙拉夫总统宣布在该学院附近成立一所大学，该大学将由Metupak 基金会资助。

## 教学成果
每年招收的学生主体为8年级。直到 1998-99 学年，该学院一直招收一小批来自信德省农村地区的男孩进入 7 年级，为他们在新进入 8 年级时在竞争中取得成功做好准备。但是，学院董事会决定从1999年起停办7年级。所有 7 级学员都住在沙巴兹宿舍。 2000年，沙巴兹宿舍成为一个正式的宿舍，与其他宿舍一样，各个班级的实力都差不多，开始参加所有学院间的比赛，争夺冠军。
在每年竞争激烈的海德拉巴中级和中级教育委员会的考试中，大部分的学院学生通常都能获得高分。此外，在第一批O-levels考试也取得了丰硕的成果，在2012年5月/6月CIE O-level考试中，在O-levels协调员和“萨沙尔宿舍”的宿舍管理员阿赫桑·阿里·沙赫先生的监督下，取得了4个A*，33个A和20个B。

## 宿舍介绍
学院共有8个宿舍。
|  |  |  |

|  |  |  |

|  |  |  |

|  |  |  |

|  |  |  |

|  |  |  |

|  |  |  |

|  |  |  |

  目前是冠军的房子
  目前是亚军的房子
 收藏着第一届冠军奖杯的房子
沙巴兹宿舍的实体虽然建设于 1965 年，但在1975 年时才建成为一栋适合居住的宿舍。这本来只是为了安置7级学员，为他们一年后成为正式的正规学员做准备。这个概念的提出是为了给不发达的农村地区的男孩提供机会。然而，由于后来学院管理部门的渎职行为，许多富有无法通过竞争性考试进入学院的地主的儿子利用了这个机会。因此，2000年，因为没有使所针对的那部分人受益，理事会决定废除这个计划。沙赫巴兹宿舍从此被宣布为普通宿舍，招收各个班级的学员。
在2007年，佩塔罗学院的金禧年之际，作为主宾的佩尔韦兹·穆沙拉夫将军宣布建造一座新的宿舍，并以信德省著名苏菲派诗人的名字命名为萨查尔·萨尔马斯特宿舍。

## 校园介绍
校园建立在位于贾姆索洛区的佩塔罗镇附近。 整个校园就像是是一个小城镇，有自己的电力、供水、污水处理、安全和其他基础设施。校园分为四个部分，分别是员工宿舍、学员区、运动场和学院校舍。学校里还有一个阅兵场，用于举办军官阅兵和校长阅兵。

## 行政部门
该学院由一个自治理事会管理，由巴基斯坦海军卡拉奇司令（COMKAR）担任主席。自1975年以来，该学院的校长也是巴基斯坦海军的一名军官。副官要么来自巴基斯坦陆军（1957-1970年和2010年起），要么来自巴基斯坦海军（1970-2010年）

## 师资力量
学院的管理和建设均由巴基斯坦海军打理。自1975年以来，学院派驻的校长至少是具有管理经验的现役海军上校。每一任校长的任期通常为3年。 同样，巴基斯坦海军也会为学员的军事训练提供一名中尉/少校级别的副官和其他训练人员，如首席士官、士官和水手。学院目前的副院长由巴基斯坦海军的苏哈布·阿里中尉担任，他来自巴基斯坦海军陆战队。同时，他也是该学院的前学员，他的装备编号为：200-2051（L）。

学院目前有含教授、助理教授和讲师的教师共41名，他们至少拥有硕士学位。以及其他官员，如医务人员、行政官员、助教、图书管理员和办公室主任。此外，还有大约215名董事会雇员和400多名学院雇员。

## 宠物协会 (TPA)
宠物协会成立于1982年，现已成为所有宠物爱好者，特别是巴基斯坦宠物爱好者的聚会焦点。这个协会的前身是佩塔罗老男孩协会（POBA），但这个协会只在1960年代末非正式地存在了几年就不复存在了。1982年2月4日，宠物协会根据1860年的《社团登记法》（Societies Registration Act-XXI）进行了注册，注册号为KAR-7210。
这些年来，协会举办了许多活动，为宠物爱好者及其家人提供了一个社交聚会的空间。目前，宠物协会已经有了900多名终身会员。
巴基斯坦海军卡拉奇司令（COMKAR）（佩塔罗军校理事会主席）一直被邀请为该协会的总赞助人。并且，佩塔罗军校的校长也是该协会的赞助人。